# Cata (futbolista)
Vicente Balaguer Pascual (Alicante, España, 8 de mayo de 1926 — Barcelona, España, 20 de enero de 2004) fue un entrenador y futbolista español que se desempeñaba como defensa.

## Clubes

### Como futbolista
| Club             | País   | Año       |
| ---------------- | ------ | --------- |
| C. D. Alcoyano   | España | 1950-1951 |
| R. C. D. Español | España | 1951-1958 |
| Granada C. F.    | España | 1958-1959 |
| C. D. Ourense    | España | 1959-1960 |

### Como entrenador
| Club              | País   | Año       |
| ----------------- | ------ | --------- |
| U. E. Sant Andreu | España | 1966-1967 |